# Volker Puppe
Volker Puppe (* 30. Oktober 1938 in Łódź) ist ein deutscher Mathematiker.

## Leben
Er studierte Mathematik an der Universität Heidelberg bei Herbert Seifert und Albrecht Dold. Nach der Promotion 1966 in Heidelberg mit dem Thema Über Cohomologie von symmetrischen Produkten und der Habilitation an der Universität Heidelberg war er von 1974 bis 2004 Professor an der Universität Konstanz.